# Joonas Pajunen
Joonas Pajunen (nascut el 1985) és un empresari, director de cinema i guionista finlandès amb seu a Hèlsinki.
Pajunen treballa com a director i CEO a V2B Videoviestintä Oy, una empresa que va fundar. Pajunen també és membre de la junta de Parepak Finland Oy, u  i membre fundador i membre de la junta d'OFRD Oy, una agència d'esdeveniment.
Pajunen ha dirigit i escrit la pel·lícula de terror finlandesa Koputus juntament amb l'escriptor Max Seeck, que es va estrenar a Finlàndia el febrer de 2022. La pel·lícula està protagonitzada pe Pekka Strang, Inka Kallén i Saana Koivisto, i produïda per Markus Selin, Jukka Helle sekä Hanna Virolainen.

## Filmografia
- Koputus (2022), guionista i director.